# Koro
Koro (z malajskiego, dosłownie: „głowa żółwia”) – zaburzenie lękowe z grupy zespołów uwarunkowanych kulturowo występujące u mężczyzn, w którym chory doświadcza ostrego lęku, że jego penis jest wciągany w głąb brzucha, aż do całkowitego zaniknięcia.
Schorzenie występuje głównie wśród mieszkańców Dalekiego Wschodu: najczęściej w Chinach, także w Indonezji, Malezji, Singapurze, Indiach i na Tajwanie. W tradycyjnej medycynie chińskiej znane jest jako sou yang (縮陽), w indyjskiej jako jinjin, bemar, suk, yeong. Inne nazwy to dhat, dhatu, jirayan, shen kui.